# St. Ulrich (Thanheim)

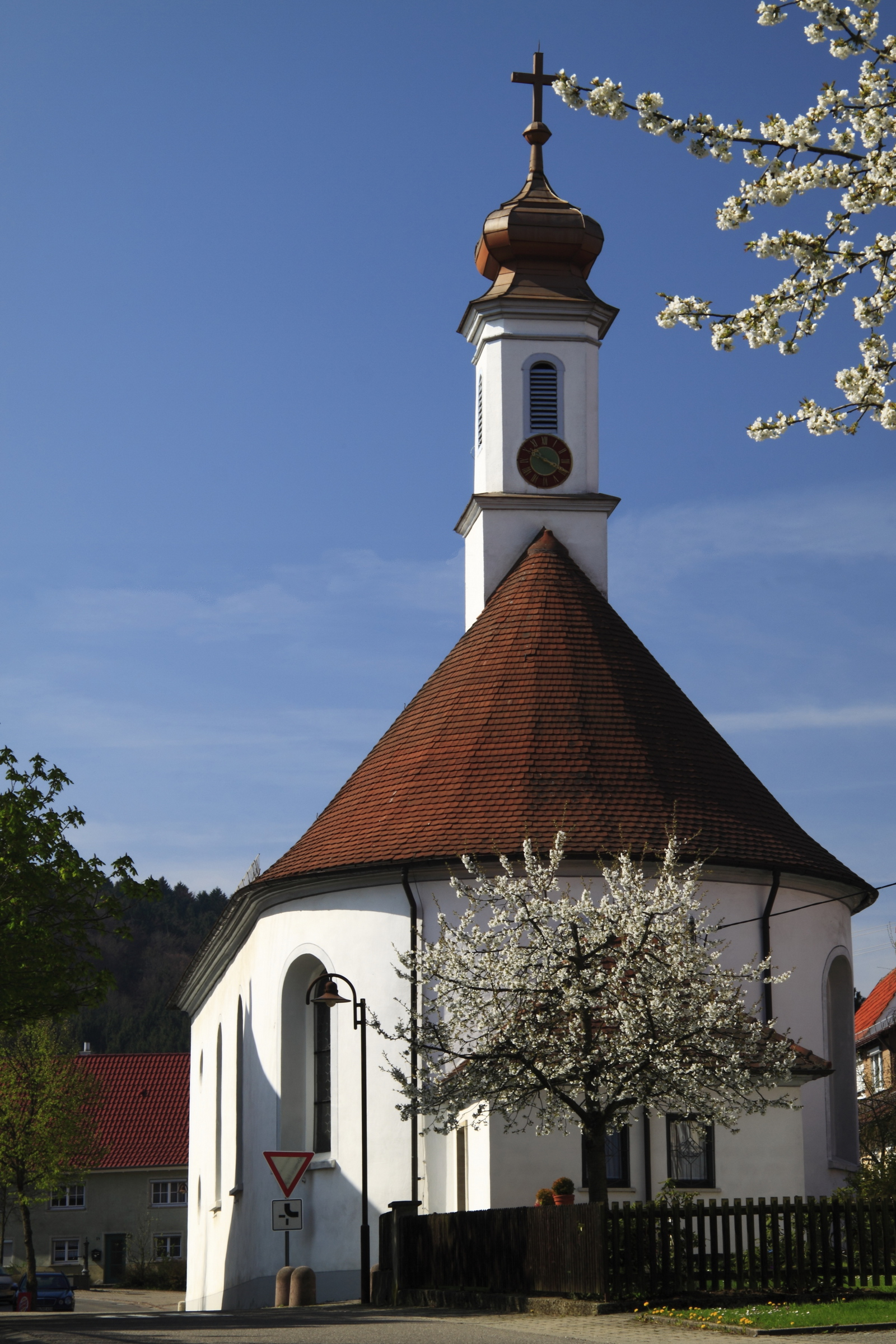
Kirche St. Ulrich in Thanheim

Die katholische Pfarrkirche St. Ulrich in Thanheim, einem Ortsteil der Gemeinde Bisingen im baden-württembergischen Zollernalbkreis, wurde 1790 an der Stelle einer baufälligen Vorgängerkirche errichtet. 
Die dem heiligen Ulrich geweihte Kirche wurde nach dem Vorbild der Stiftskirche in Hechingen erbaut, die zehn Jahre zuvor im klassizistischen Stil errichtet wurde. Dies wird z. B. daran deutlich, dass die oberen Stockwerke der Stiftskirche mit Gesimsen und abgerundeten Kanten dem als Kirchturm dienenden Dachreiter von St. Ulrich ähnlich sind.  
Im Jahr 1869 wurden neue Altäre in neugotischem Stil eingebaut. Bei den Renovierungsarbeiten in den 1950er Jahren wurden die neugotischen Altäre wieder entfernt, die 1894 angebrachten farbenfrohen Wandmalereien mit Jugendstilanklängen übertüncht und der ursprünglich klassizistische Stil wieder hergestellt. 
Im Dachreiter über dem Chorraum sind drei Bronzeglocken mit den Schlagtönen es″±0 – f″+2 – g″-3 untergebracht. Zwei wurden 1950 von der Glockengießerei Grüninger gegossen, die dritte stammt von Karl Zoller und ist älter.